# Каркопино, Жером
Жеро́м Каркопино́ (фр. Jérôme Carcopino; 27 июня 1881, Вернёй-сюр-Авр — 17 марта 1970, Париж) — французский историк, специализировавшийся в изучении Древнего Рима. Действительный член Французской академии (1955—1970; кресло № 3) и Академии надписей и изящной словесности (с 1930 года).

## Биография
Родился в Вернёй-сюр-Авр в семье врача корсиканского происхождения; двоюродный брат — поэт и писатель Франсис Карко (Каркопино-Тюзоли). Учился в Париже в Коллеж Сен-Барб и Лицее Генриха IV, высшее образование получил в Высшей нормальной школе. В 1904—1907 годах проходил стажировку во Французской школе в Риме (École française de Rome). В 1907—1911 годах преподавал историю в лицее Гавра, в 1912 году был приглашён читать лекции в недавно созданный Алжирский университет. Во время Первой мировой войны служил на Востоке и, в частности, принял участие в Дарданелльской операции. За боевые заслуги был произведён в кавалеры ордена Почётного легиона.
В 1920 году стал профессором Сорбонны, в 1937 году — директором Французской школы в Риме. Вскоре после начала Второй мировой войны возвращается во Францию, после её оккупации в 1940 году занимает должность руководителя Высшей нормальной школы. В 1941—1942 годах — министр образования в правительстве Виши. Каркопино занял должность вместо философа клерикальной ориентации Жака Шевалье и отменил большую часть его указов. Каркопино вернул отменённую в межвоенный период оплату за обучение в школах второй ступени (после 11 лет), ввёл промежуточные дипломы о начальном образовании в школах первой ступени и повысил статус технических училищ, приравняв их к школам второй ступени. Он также выступил против требований консерваторов вернуть во все виды школ изучение латинского языка в качестве обязательного, введя его непременное изучение только в лицеях.
В 1944 году Каркопино отстранён от преподавания в Сорбонне и арестован (в одной тюремной камере с ним находился драматург Саша Гитри), но вскоре освобождён. Вскоре его полностью оправдали, а в 1955 году избрали членом Французской академии. Каркопино также был действительным членом Академии надписей и изящной словесности, Папской Римской археологической академии, а также доктором honoris causa Оксфордского университета.
Умер в 1970 году в Париже.

## Научная деятельность
Жером Каркопино поистине филигранно оперировал различными вспомогательными историческими дисциплинами. Он владел текстуальной критикой литературных источников, прекрасно анализировал надписи, обладал превосходным чувством предмета. Так он вступал в непосредственный контакт с реалиями римской истории и сам ощущал себя до некоторой степени гражданином Города. Здесь-то и коренится та безграничная лёгкость, с которой ему удавалось восстанавливать не только принципиальную канву жизни римлянина, но и мелкие детали этой жизни.
— Раймон Блок
Важнейшие труды Каркопино в межвоенный период связаны с историей Остии, анализом «Энеиды» Вергилия и изучением истории Рима в эпоху Поздней республики.
В 1931 году Каркопино выпустил работу «Сулла, или неудавшаяся монархия» (фр. Sylla ou la monarchie manquée), в которой рассмотрел диктатуру Луция Корнелия Суллы как первую репетицию Римской империи. Сулла, по мнению Каркопино, пытался заменить Римскую республику совершенно новой политической системой, основанной на введении монархии, восстановлении привилегий римского нобилитета, опоре на лично преданную армию и удержании в покорности рядовых римлян. Однако нежелание нобилитета сотрудничать и постепенный отход сторонников предопределили крах долгосрочных планов Суллы и вынудили его отказаться от единоличной власти. Рецензенты отмечали прекрасное знание источников французским исследователем и обращали внимание на новизну его подхода к изучению замыслов Суллы, неясных ещё в древности.
В 1936 году Каркопино опубликовал биографию Гая Юлия Цезаря, которая многократно переиздавалась и продолжает сохранять научную ценность. Эта монография Каркопино была выполнена в рамках серии «Всеобщая история» (фр. Histoire Génerale). Написание другой работы этой серии — «Гракхи и Сулла» (фр. Des Gracques à Sylla; 1935 год) — было первоначально поручено Гюставу Блоку, но до своей смерти в 1923 году он успел написать лишь часть введения. Рецензенты отмечали, что две работы Каркопино, формально выполненные как две части одного запланированного тома, имеют ряд особенностей, выгодно отличающих их от 9-го тома «Кембриджской истории древнего мира». По сравнению с британским изданием французское было менее подробным в деталях, однако сильно выигрывало в единстве изложения, что было следствием работы единственного автора, а не группы специалистов разных взглядов. Также было отмечено, что Каркопино не довольствовался копированием материала из своих предыдущих работ (наряду с упомянутой монографией о Сулле он выпустил и работу, посвящённую Гракхам), а развивал ранее выдвинутые тезисы. Среди наиболее заметных особенностей этой работы — высокая оценка деятельности Гая Гракха; впервые высказанное ранее предположение, что Сулла намеревался установить монархию, но был вынужден отказаться из-за противодействия аристократии и лично Помпея; указание в качестве дискуссионной даты рождения Гая Юлия Цезаря 101 года до н. э.; убеждение, что Цезарь разделял если не программу, но монархические амбиции Суллы; наконец, Каркопино утверждал, что Цезаря обожествили незадолго до смерти.
В 1939 году им была опубликована монография «Повседневная жизнь Древнего Рима. Апогей Империи» (фр. La vie quotidienne à Rome à l'apogée de l'Empire), быстро получившая всеобщее признание. В рецензии в «Американском социологическом обозрении» работа Каркопино была названа «самой полезной и яркой картиной римской частной жизни из опубликованных на сегодняшний день (1942 год — прим.)». В рецензиях отмечалось, что выбор в качестве хронологических рамок исследования середины I века н. э. нисколько не ограничивает исследование, а напротив, является очень удачным. Отмечалось, что автор избежал влияния позитивистских взглядов на общество в популярной интерпретации Эмиля Дюркгейма. Кроме того, подчёркивалось, что Каркопино удалось отразить большое влияние экономических факторов в жизни римского общества и показать его как сложно организованную и стратифицированную структуру, однако при этом указывалось на достаточно формальный подход в рассмотрении религиозной жизни.
В 1947 году Каркопино опубликовал два тома комментариев к письмам Цицерона. По его мнению, публикация этой переписки была блестящим пропагандистским ходом Августа, который тем самым серьёзно подорвал авторитет Цицерона, чья суетность и моральная нечистоплотность стала очевидной из его писем. В рецензиях указывалось на некоторую недосказанность и оставление некоторых поставленных вопросов без ответов, что, впрочем, могло быть сделано намеренно, с целью предложить почву для дискуссий.
В советской историографии Каркопино подвергался резкой критике за оправдание римского господства в Средиземноморье, однако признавалось несомненное значение его конкретно-исторических исследований с подробным анализом источников. В редакционной статье «Против низкопоклонства перед иностранщиной в области древней истории», опубликованной в профильном журнале «Вестник древней истории» во время борьбы с «космополитизмом» в СССР, Каркопино был назван «фашиствующим историком», а его работы были охарактеризованы как «откровенно фашистское, цезаристское построение римской истории».

## Основные работы
- La Terre de Verneuil à la veille de la Révolution. — Verneuil-sur-Havre: A. Aubert, 1906. — 55 p.
- Histoire de l’ostracisme athénien / Mélanges d’histoire ancienne. — Paris: Alcan, 1909. — p. 83-267.
- Virgile et les origines d’Ostie. — Paris: De Boccard, EFR, 1919. — 819 p.
- La loi de Hiéron et les Romains. — Paris: De Boccard, EFR, 1919. — 309 p.
- La Louve du Capitole. — Paris: Les Belles Lettres, 1925. — 90 p.
- Études romaines. Tome 1 — La Basilique pythagoricienne de la Porte majeure. — Paris: L’Artisan du livre, 1926. — 415 p.
- Autour des Gracques. Études critiques. — Paris: Les Belles Lettres, 1928. — 307 p.
- Des Gracques à Sylla. — Paris: PUF, 1929. — 488 p.
- Ostie. — Paris: Henri Laurens, 1929. — 64 p.
- Virgile et le mystère de la IVe Églogue. — Paris: L’Artisan du livre, 1930. — 223 p.
- Sylla ou la monarchie manquée. — Paris: L’Artisan du livre, 1931. — 248 p.
- Points de vue sur l’impérialisme romain. — Paris: Le divan, 1934. — 276 p.
- L’ostracisme athénien. — Paris: Alcan, 1935. — 263 p.
- César. — Paris: PUF, 1936. — 590 p.
- La vie quotidienne à Rome à l’apogée de l’Empire. — Paris: Hachette, 1939. — 348 p.
перевод на русский язык: Каркопино Ж. Повседневная жизнь Древнего Рима. Апогей Империи. — М.: Молодая гвардия; Палимпсест, 2008. — 420 с.
- Aspects mystiques de la Rome païenne. — Paris: L’Artisan du livre, 1941. — 317 p.
- Le Maroc antique. — Paris: Gallimard, 1943. — 337 p.
- Les secrets de la correspondance de Cicéron. — Paris: L’Artisan du livre, 1947, 2 vol., 447 et 495 p.
- Études d’histoire chrétienne. Tome 1 — Les fouilles de Saint-Pierre et la tradition. — Paris: Albin Michel, 1953. — 293 p.
- Souvenirs de sept ans 1937—1944. — Paris: Flammarion, 1953. — 703 p.
- Le Mystère d’un symbole chrétien: l’ascia. — Paris: Fayard, 1955. — 96 p.
- De Pythagore aux Apôtres. Études sur la conversion du monde romain. — Paris: Flammarion, 1956. — 381 p.
- Alésia et les ruses de César. — Paris: Flammarion, 1958. — 221 p.
- Passion et politique chez les Césars. — Paris: Hachette, 1958. — 223 p.
- Les Étapes de l’impérialisme romain. — Paris: Hachette, 1961. — 272 p.
- Profils de conquérants. — Paris: Flammarion, 1961. — 414 p.
- Rencontres de l’histoire et de la littérature romaines. — Paris: Flammarion, 1963. — 285 p.
- Études d’histoire chrétienne. Tome 2 — Les reliques de Saint-Pierre de Rome. — Paris: Albin Michel, 1965. — 63 p.
- Souvenirs romains. — Paris: Hachette, 1968. — 292 p.
- Souvenirs de la guerre en Orient, 1915—1917. — Paris: Hachette, 1970. — 224 p.

## Награды
- Большая золотая медаль SEP (1966)